# Gewässernummerierungen in Österreich
In Österreich werden nicht nur regional, sondern auch auf Bundesebene verschiedene Systeme von Identifikationsnummern für Oberflächengewässer gepflegt.
Außer den im Wasserinformationssystem Austria kurz WISA verwendeten Wasserkörpernummern, die auch in österreichischen Publikationen zur Umsetzung der EU-Wasserrahmenrichtlinie verwendet werden, gibt es das Identifikationssystem des österreichischen hydrographischen Dienstes (Hydrographisches Zentralbüro – HZB) sowie die Wasserbuchpostzahl (WBPZ).

## Prinzip
Jedes Gewässer (See, Bäche, Flüsse, Kanäle, Gräben) bekommt in jeder vorhandenen Systematik eine Identifikationsnummer (ähnlich einer Postleitzahl) zugeordnet, anhand der es eindeutig identifizierbar ist. Die Kennzahl ist hierarchisch aufgebaut, so dass aus ihr auf Zugehörigkeit und Position des Gewässers in einem Flusssystem rückgeschlossen werden kann. Über ihren Abflussweg lassen sich auch Seen in die Systematik einordnen. Da außer in sehr trockenen Weltgegenden „abflusslose“ Gewässer zwar keinen oberirdischen Abfluss haben, wohl aber einen oder mehrere unterirdische, lassen auch diese sich den größeren Einzugsgebieten zuordnen.
Die hierarchische Struktur wird allerdings von den einzelnen Systemen in unterschiedlichem Maße durchgehalten.
- Eigentlich gehören sämtliche Fließgewässer Österreichs einem der drei Stromgebiete Donau, Rhein in Vorarlberg und der Elbe über die Lainsitz, sowie weiteren Moldauzuflüssen an. Einige österreichischen Systeme verwenden aber mehr als drei verschiedene Anfangsziffern, indem sie das Stromgebiet der Donau vorab aufteilen.
- Manche Systeme nummerieren bis zum kleinsten Bach in der Weise, dass an die Nummer des Vorfluters/Zielgewässers weitere Ziffern angehängt werden. Bei anderen wird innerhalb eines Stromgebietes nicht mehr streng hierarchisch nummeriert.
- Manche Systeme lassen Gewässer unter einer gewissen Größe oder unter einer gewissen Hierarchiestufe außen vor.

Viele, aber nicht alle Systeme adressieren zusammen mit jedem Gewässer auch seinen Einzugsbereich. Dabei wird in den untersten Hierarchiestufen auf die Abgrenzung (und Vermessung) der Einzugsbereiche verzichtet.
Manche Systeme unterscheiden – nicht immer konsequent – auch noch nach Gewässerarten (etwa die Schweizer GEWISS-Nummern), oder lassen bestimmte Arten von Gewässern ganz außen vor (etwa der französische SANDRE-Code die Seen).

## Situation in Österreich
Es bestehen parallel zueinander mehrere bundesweite Systematiken zur Benennung von Gewässern mit Kennzahlen. Unabhängig von der Gewässerkennung des Bundes gibt es auch in den einzelnen Landesinformationssystemen (WIS) länderspezifische Gewässerkennungen (Bezeichnungen: WISID, LANDRID). Auch besteht daneben noch ein Wildbach- und Lawinenkataster mit einer eigenen, sektionsspezifischen Gewässerkennung mit der Bezeichnung WLKID.
Zusätzlich existiert noch das sogenannte Flächenverzeichnis des Hydrographischen Zentralbüros (HZB) für die einzelnen Flussgebiete.

### Gesamtgewässernetz Österreichs (GGN)
Das Gesamtgewässernetz Österreichs (GGN) wird in Form eines Referenzdatensatzes für alle Gewässer innerhalb des Bundesgebietes geführt. Dieser baut auf den bestehenden Gewässernetzen der einzelnen Bundesländer und des Gewässernetzes im Wildbach- und Lawinenkataster auf.
Das Gesamtgewässernetz definiert eine eindeutige Kennziffer für jedes Gewässer (KURZRID). Diese Kennziffer dient auch als Gewässerkennung für die Meldungen Österreichs an die Europäische Kommission (siehe: Wasser-Informationssystem für Europa) und INSPIRE.
Das noch im Aufbau befindliche GGN ist mit Stand 2025 teilweise öffentlich verfügbar.
Eine Teilmenge des GGN ist das Berichtsgewässernetz (BGN), das die Gewässer für Berichtspflichten an die Europäische Kommission umfasst.
Wie auch in anderen Ländern gibt es unabhängig von der Systematik der Wasserläufe und ihrer Einzugsgebiete die Festlegung von Wasserkörpern mit einer eigenen Nummerierung.

### HZB-Nummer
Das Identifikationssystem des österreichischen hydrographischen Dienstes (Hydrographisches Zentralbüro – HZB) ist ein numerisch-topographisches Ordnungssystem. Es basiert auf den Daten, die in den Flächenverzeichnissen der österreichischen Flussgebiete zusammengetragen sind.
Die in zahlreichen Informationslisten eingetragenen Nummern der Messstellen stehen allerdings in keinem Zusammenhang mit den Gewässernummern des HZB. Und die Liste der Detaileinzugsgebiete des Landes Oberösterreich nennt die Flächenverzeichnis-Nummern „RouteID“, während über Wasserkörpernummern „HZB-Code“ steht.

#### Struktur
Nach der Verästelung der (jeweils großenteils außerhalb Österreichs gelegenen) Flusssysteme werden von Meereszuflüssen bis zu Zuflüssen von Zuflüssen von Zuflüssen usw. Gewässer 1. bis 9. Ordnung unterschieden. Die Nummer eines jeden Gewässers beginnt mit der Nummer seines der nächsthöheren Ordnung angehörenden Zielgewässers. Für die Nummerierung von Gewässern 1. Ordnung ist eine Stelle vorgesehen, für die Nummerierung der direkten Zuflüsse eines Hauptflusses werden Zifferngruppen von bis zu drei Stellen angehängt. Diese Zifferngruppen werden durch Bindestriche voneinander getrennt. Flussabschnitte eines Hauptgewässers zwischen seinen bedeutenden Primärzuflüssen bekommen ebenfalls Nummern auf deren Hierarchiestufe. So kann man weniger bedeutende Zuflüsse des Hauptgewässers der nächstniedrigeren Hierarchiestufe (gleichsam seinen Sekundärzuflüssen) zuordnen. Es sind – siehe oben – bis zu neun Ziffernblöcke möglich.
Schema der längstmöglichen HZB-Nummern mit Nullen als Platzhaltern (in wirklich vergebenen Nummern werden die führenden Nullen der Ziffernblöcke in der Darstellung unterdrückt):
0-000-000-000-000-00-00-00-00
Vorteilhaft an diesem Ordnungssystem ist, dass es auf einen Blick die hierarchische Lage eines Gewässers im gesamten Fließgewässersystem zeigt.
Wie bei den deutschen Gebietskennzahlen bezeichnen im österreichischen Flächenverzeichnis gerade Endziffern Wasserläufe und ungerade Endziffern Gewässerabschnitte.

#### Nummern
Für Gewässer 1. Ordnung hat das HZB-System drei Nummern:
1 = Rhein
2 = Donau
3 = Elbe
Die Darstellung kann mit Bindestrichen erfolgen, oder lückenlos hintereinander gesetzt, mit Zahl oder mit führenden Nullen oder Leerstellen für einen dreistelligen Block. In Listen, wo nur Nebenflüsse eines Flusses dargestellt sind, werden dessen Ziffern auch vollständig weggelassen.
Beispiel einer Hierarchiefolge:
| Donau (als Ganzes) | 2            |
| Inn                | 2-8          |
| Sill               | 2-8-153      |
| Gschnitzbach       | 2-8-153-23   |
| Grüblalmbach       | 2-8-153-23-8 |

In die Donau als Gewässer der 1. Netzstufe münden aus Tirol vier Fließgewässer der 2. Netzstufe, nämlich Inn, Lech, Isar und Drau. Jedes direkt in einen dieser vier Flüsse mit einer 2. Ordnungsziffer mündende Seitengewässer gehört der 3. Netzstufe an und erhält einen dritten Ziffernblock. Für weitere nachgeordnete Netzstufen können ein vierter und ein fünfter Ziffernblock angehängt werden (vgl. HZB-Code Kapitel 3.3.1).

### Wasserkörpernummern des WISA
Bei Wasserkörpern wird in Tiefengrundwasserkörper (TGWK), Grundwasserkörper (GWK) und Oberflächenwasserkörper (OWK) unterschieden. Ein Wasserkörper ist ein einheitlicher, in seinen Eigenschaften weitgehend vergleichbarer Fließgewässerabschnitt mit einem Einzugsgebiet größer 10 km² und einer Länge von meistens mehreren Kilometern (siehe Wasserrahmenrichtlinie). Da Wasserkörper möglichst gewisse Größen nicht über- oder unterschreiten sollen, kann ein Gewässer in mehrere getrennt nummerierte Wasserkörper (WK) aufgeteilt sein, ein anderes gar nicht als Wasserkörper mit eigener Wasserkörpernummern (WKN) definiert sein. Bei der Festlegung eines Wasserkörpers sind mehrere Faktoren des Umfeldes des Gewässers zu berücksichtigen (siehe Naturraum), und es gibt auch einen Ermessensspielraum.

#### Form und Anfangsziffern
Im Wasserinformationssystem Austria haben die Wasserkörpernummern in neun der definierten Stromgebiete 9 Stellen, in einem deren 10.
Die Anfangsziffern sind den Flussgebieten wie folgt zugeordnet:
1 = Rhein (9 Ziffern, oft mit „10…“ beginnend)
2 = Elbe (Lainsitz und weitere Moldauzuflüsse)
3 = Donau und ihre Zuflüsse oberhalb Engelhartszell (Bis hier gehört das Nordufer zu Deutschland.)
4 = Donau und ihre Zuflüsse außer denen der March von Engelhartszell bis Bratislava, einschließlich der Leitha
5 = March und ihre Zuflüsse (in Österreich vor allem die der Thaya)
8 = Mur
9 = Drau
10 = Raab (10 Ziffern, immer mit „10…“ beginnend)
Nummern von Gewässerabschnitten, die aneinander anschließen, können in recht vielen Stellen voneinander abweichen.
Gewässern unter einer gewissen Größe wurde keine Nummer zugeteilt.

### Wasserbuchpostzahl (WBPZ)
Im Wasserbuch als öffentliches Verzeichnis werden Wasserbenutzungsrechte eingetragen. In Österreich liegt das Wasserbuch bei der jeweiligen Bezirkshauptmannschaft auf. Die Wasserbuchpostzahl (WBPZ) sind im Wasserbuch vergebene Nummern, welche dem entsprechenden Recht zugeordnet sind.

### Ehemalige Systeme

#### Hydrographiegesetz
Das von 1979 bis 2006 gültige Hydrographiegesetz sah in § 2 Abs. 1 noch eine andere Großeinteilung vor:

HZB-Nummer - Gewässername
1 = Rhein
2 = Donau oberhalb des Inn
3 = Inn bis zur Salzach
4 = Salzach
5 = Inn unterhalb der Salzach
6 = Donau vom Inn bis zur Traun
7 = Traun
8 = Enns
9 = Donau von der Traun bis zum Kamp (ohne Enns)
10 = Moldau, also Elbe
10 = Donau vom Kamp einschließlich bis zur Leitha (ohne March)
11 = March
12 = Leitha
13 = Rabnitz und Raab
14 = Mur
15 = Drau

#### Wassergüteerhebungsverordnung
Die WGEV-Nummer gemäß der Wassergüte-Erhebungsverordnung verwendete bei etwas anderer Darstellung dieselbe Haupteinteilung:
0100 = Rhein
0200 = Donau oberhalb des Inn
0300 = Inn bis zur Salzach
0400 = Salzach
0500 = Inn unterhalb der Salzach
0600 = Donau vom Inn bis zur Traun
0700 = Traun
0800 = Enns
0900 = Donau von der Traun bis zum Kamp (ohne Enns)
1000 = Moldau, also Elbe
1000 = Donau vom Kamp einschließlich bis zur Leitha (ohne March)
1100 = March
1200 = Leitha
1300 = Rabnitz und Raab
1400 = Mur
1500 = Drau